# 자궁암
자궁암(子宮癌, uterine cancer)은 자궁에서 생기는 여러 종류의 암을 말한다.
자궁 조직에서 발생하는 두 가지 유형의 암이 포함된다. 자궁내막암은 자궁 내막에서 형성되고 자궁 육종은 자궁의 근육이나 지지 조직에서 형성된다. 자궁내막암은 미국 전체 자궁암의 약 90%를 차지한다. 자궁내막암의 증상에는 질 출혈의 변화 또는 골반 통증이 포함된다. 자궁 육종의 증상에는 비정상적인 질 출혈 또는 질 내 종괴가 포함된다.
자궁내막암의 위험 요인에는 비만, 대사 증후군, 제2형 당뇨병, 프로게스테론 없이 에스트로겐이 포함된 알약 복용, 타목시펜 사용 이력, 늦은 폐경 및 가족력이 있다. 자궁 육종의 위험 요인에는 골반에 대한 사전 방사선 요법이 포함된다. 자궁내막암의 진단은 일반적으로 자궁내막 생검을 기반으로 한다. 자궁 육종의 진단은 증상, 골반 검사 및 의료 영상을 기반으로 의심할 수 있다.
자궁내막암은 종종 완치될 수 있는 반면 자궁 육종은 일반적으로 치료하기 더 어렵다. 치료에는 수술, 방사선 요법, 화학 요법, 호르몬 요법 및 표적 요법의 조합이 포함될 수 있다. 여성의 80% 이상이 진단 후 5년 이상 생존한다.
2015년에는 전 세계적으로 약 380만 명의 여성이 영향을 받았고 90,000명이 사망했다. 자궁내막암은 상대적으로 흔한 반면 자궁육종은 드물다. 미국에서 자궁암은 새로운 암 사례의 3.5%를 나타낸다. 45세에서 74세 사이의 여성에서 가장 흔하게 발생하며 평균 진단 연령은 63세이다.

2004년도에 인구 십만명당 자궁암으로 인한 사망률 통계.
자료 없음
0.5 미만
0.5-1
1-1.5
1.5-2
2-2.5
2.5-3
3-3.5
3.5-4
4-4.5
4.5-5
5-8
8 초과

## 종류
- 자궁내막암
- 자궁경부암
- 자궁육종
- 임신영양막병(임신영양막질환)